# FS E444 sorozat
Az FS E444 sorozat az Olasz Vasutak egyik villamosmozdony-sorozata. 117 db-ot gyártottak belőle 1965 és 1975 között. Ebből 4 volt prototípus, 110 széria és 3 kísérleti jármű. A mozdony beceneve olaszul:  Tartaruga (teknős).
1989-től a sorozaton több módosítást végeztek, ezekkel felkészítették a nagysebességű közlekedésre. 97 db került átalakításra. Ezek az FS E444R sorozat nevet kapták. InterCity és expressz vonatokat továbbítanak.